# Vallée de Shogawa
 (janvier 2022).
Si vous disposez d'ouvrages ou d'articles de référence ou si vous connaissez des sites web de qualité traitant du thème abordé ici, merci de compléter l'article en donnant les références utiles à sa vérifiabilité et en les liant à la section « Notes et références ».
La vallée de Shogawa ou Shokawa (庄川峡, Shōgawa-kio, gorges de Shōgawa) est une région naturelle du Chūbu aux confins des préfectures de Toyama et de Gifu. Le fleuve Shō (庄川, Shōgawa) qui a donné son nom à la vallée traverse celle-ci sur une vingtaine de kilomètres.

## Tourisme
La vallée de Shogawa est une destination prisée par les vacanciers pour son calme. Elle est connue au Japon pour ses villages construits selon le modèle des minka (maisons traditionnelles en bois au toit de chaume) et ses nombreuses sources chaudes.

### Villages traditionnels
- Shirakawa-gō (白川郷)
- Gokayama (五箇山)
- Ogimachi (荻町)

| - Des minka du village d'Ogimachi - Shirakawa |

### Musées, sites historiques et lieux de culte
(janvier 2022).
- ? - 旧遠山家住宅 - Musée d'histoire locale - (Shirakawa)
- Kiun Yoshi - 帰雲城址 - Site du château Kaerigumo (Hokiwaki, Shirakawa)
- Hatogayahachiman Shrine - 鳩谷八幡神社 - Sanctuaire shinto (Hatotani, Shirakawa)
- Hachiman Shrine - 八幡神社 - Sanctuaire shinto (Tsubakihara, Shirakawa)
- Ashikurahachiman Shrine - 芦倉八幡神社 - Sanctuaire shinto (Ashikura, Shirakawa)
- Hachimansha - 八幡社 - Sanctuaire shinto (Kozu, Nanto)
- Shokoji - 聖光寺 - Temple bouddhiste (Kozu, Nanto)
- Office de préservation du patrimoine - 越中五箇山 岩瀬家 (Nishiakaomachi, Nanto)
- Observatoire et muséum Sakaigawa Dam - 富山県境川ダム管理事務所 - Ministère des travaux publics (Atarashiya, Nanto)
- Shitajima - 下島念仏道場 - Temple bouddhiste (Shitajima, Nanto)
- ? - 小彦名社 - Sanctuaire shinto (Tanoshita, Nanto)
- Sumiyoshisha - 住吉社 - Sanctuaire shinto (Urushitani, Nanto)
- ? - 漆谷念仏道場 - Temple bouddhiste (Urushinato, Nanto)
- ? - 塩硝の館 - Musée d'histoire locale (Saganuma, Nanto)
- Village Suganuma Gassho Zukuri - 越中五箇山 菅沼合掌造り集落 - Patrimoine mondial - Préservation du patrimoine (Saganuma, Nanto)
- ? - 羽馬家住宅 - Préservation du patrimoine (Oze, Nanto)
- Village Ainokura Gassho Zukuri  - 越中五箇山 相倉合掌造り集落 - Patrimoine mondial - Préservation du patrimoine (Ainokura, Nanto)
- ? - 相倉伝統産業館 - Musée d'histoire locale (Ainokura, Nanto)
- Ainokurajiju Shrine - 相倉地主神社 - Sanctuaire shinto (Ainokura, Nanto)
- ? - 西方道場 - Temple bouddhiste (Ainokura, Nanto)
- Musée du folklore d'Ainokura - 相倉民俗館 - Musée d'histoire locale (Ainokura, Nanto)
- Atagosha - 愛宕社 - Sanctuaire shinto (Miza, Nanto)
- Shinmeisha - 神明社 - Sanctuaire shinto (Nakabatake, Nanto)
- Honkyoji - 本教寺 - Temple bouddhiste (Nakabatake, Nanto)
- Kasugasha - 春日社 - Sanctuaire shinto (Kurusu, Nanto)
- ? - 来栖念仏道場 - Lieu de culte (Kurusu, Nanto)
- Shomyoji - 称名寺 - Temple bouddhiste (Oshima, Nanto)
- Kamado Shrine - 竈神社 - Sanctuaire shinto (Oshima, Nanto)
- ? - 籠渡白山社 - Sanctuaire shinto (Oshima, Nanto)
- Shimonashijiju Shrine - 下梨地主神社 - Sanctuaire shinto (Shimonashi, Nanto)
- Zuiganji - 瑞願寺 - Temple bouddhiste (Shimonashi, Nanto)
- ? - 下梨念仏道場 - Temple bouddhiste (Shimonashi, Nanto)
- ? - 籠渡念仏道場 - Temple bouddhiste (Kagodo, Nanto)
- Shinmeisha - 神明社 - Sanctuaire shinto (Natsuyake, Nanto)
- Kotani Shrine - 小谷神社 - Sanctuaire Shinto (Shimode, Nanto)
- Shimoin Buddha Dojo - 下出念仏道場 - Temple bouddhiste et Salle d'arts martiaux (Shimode, Nanto)
- ? - 念仏道場 - Temple bouddhiste (Takasorei, Nanto)
- ? - 東中江念仏道場 - Temple bouddhiste (Higashinakae, Nanto)
- ? - 水波廼女神社 中江の霊水 - Sanctuaire shinto (Higashinakae, Nanto)
- Musée national de la ville de Nanto Yorosupa - 南砺市 たいら郷土館 - Musée d'histoire locale (Iritani, Nanto)
- Shinmeisha - 神明社 - Sanctuaire Shinto (Iritani, Nanto)
- Shugawa Nembutsu Dojo - 寿川念仏道場 - Temple bouddhiste et Salle d'arts martiaux (Sugawa, Nanto)
- Atagosha - 愛宕社 - Sanctuaire shinto (Sugawa, Nanto)
- Sukunahikonasha - 少彦名社 - Sanctuaire shinto (Kamimastuo, Nanto)
- Atagosha - 愛宕社 - Sanctuaire shinto (Okuzushima, Nanto)
- ? - 念仏道場 - Temple bouddhiste (Okuzushima, Nanto)
- Shinmeisha - 神明社 - Sanctuaire shinto (Dohonara, Nanto)
- Dojo Nembutsu - 渡原念仏道場 - Lieu de culte (Dohonara, Nanto)
- Shinmeisha - 杉尾神明社 - Sanctuaire shinto (Sugio, Nanto)
- Dojo Nembutsu - 念仏道場 - Lieu de culte (Sugio, Nanto)
- Dojo Nembutsu - 念仏道場 - Lieu de culte (Soyama, Nanto)
- Kumanosha - 熊野社 - Sanctuaire shinto (Soyama, Nanto)
- Toriya Shrine - 鳥屋神社 Sanctuaire shinto (Togamura-Tochihara, Nanto)
- Hachimangu - 八幡宮 - Sanctuaire shinto (Togamura-Kitahara, Nanto)
- ? - 八乙女山鶏塚 - Lieu de culte (Otani, Nanto)

### Onsen
- Onsen Shogawa Onsenkyo
- Omaki Onsen
- Shirakawago Hirase Onsen Shirayumi (Kidani, Shirakawa)
- Sources d'eaux chaudes Hirase (Hirase, Shirakawa)

### Parcs
- Parc préfectoral de Shogawakyo
- Parc national de Hakusan
- Miboro Damu Side Park

### Stations de ski
- Takanbo - タカンボースキー場 (Nishiakaomachi, Nanto)
- Shirakawago Hirase Onsen Shirayumi - 白川郷平瀬温泉白弓スキー場 (Kidani, Shirakawa)

## Barrages
Le débit du fleuve Shō est régulé par neuf barrages, dont :
- Komaki - 小牧ダム (district de Shogawa) ;
- Miboro - 御母衣ダム (Miboro, Shirakawa) ;
- Narude - 成出ダム (Narude, Nanto).

## Transports
La vallée de Shokawa est desservie par un train à la gare de Shin-Takaoka. Elle est également accessible par la route nationale no 156.